# Khamoro-Festival

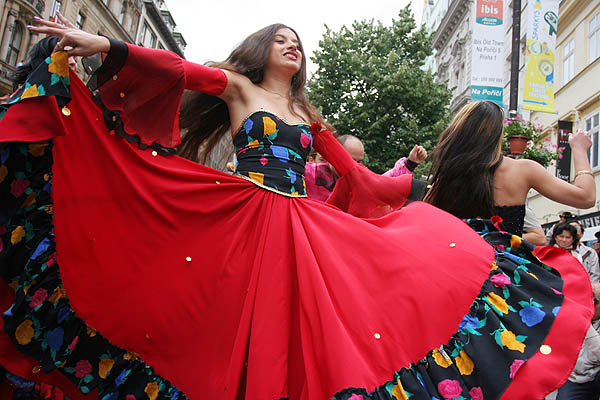
Tanzdarbietung auf dem Khamoro-Festival 2007

Das Khamoro-Festival ist ein jährlich in Prag stattfindendes Musik- und Kultur-Festival, das als das größte Roma-Festival der Welt gilt. Der Name des Festivals leitet sich von Khamoro, dem Romani-Wort für Sonne ab. Neben den Auftritten von Roma-Bands sind Filme, Tanzvorführungen und Ausstellungen, aber auch andere Veranstaltungen Teil des Festivals.

## Geschichte
Das Festival wurde 1999 von der Nichtregierungsorganisation Slovo 21 gegründet und hatte seither mehr als 140.000 Besucher. Das Festival wurde 2019 mit dem EFFE-Label der European Festivals Association ausgezeichnet. 2020 fand das Festival aufgrund der Covid-19-Pandemie nicht wie üblich innerhalb einer Woche statt, sondern in mehreren Aktionen im Zeitraum von Juni bis Dezember. Auch 2021 fand das Festival nicht am Stück, sondern verteilt über das Jahr statt.

## Zielsetzung und Programm
Das Khamoro-Festival strebt einen kulturellen Dialog an, um die Gesellschaft aufmerksam zu machen auf die bestehenden sozialen Probleme von Roma. Deshalb bietet das Festival neben den kulturellen Darbietungen auch Seminare und Diskussionen zu Themen wie Multikulturalität und Offenheit. Die Prager Oberbürgermeisterin Adriana Krnáčová betonte 2016, dass sie sich in ihrer Rolle als Stadtoberhaupt von Prag in der Verantwortung sieht, diese Multikulturalität zu fördern und Zeichen gegen Hass zu setzen.
Das Festival wird unter anderem vom tschechischen Kulturministerium, der Stadt Prag, dem Museum der Roma-Kultur und vom Deutsch-Tschechischen Zukunftsfonds gefördert.
Festivalteilnehmer kommen nicht nur aus Europa, sondern auch aus ferneren Ländern wie etwa Kasachstan und Indien. Die Musikstile, die auf den Darbietungen des Festivals zu hören sind, reichen von traditionellen Stücken bis Jazz. Unter anderem traten auf dem Khamoro-Festival international bekannte Künstler wie die Gruppe Fanfare Ciocărlia, Gismo Graf, das Romale Camerata Chamber Orchestra und Taraf de Haïdouks auf. Zu den bekanntesten regelmäßigen Programmpunkten gehört ein Umzug der Künstler durch das historische Zentrum Prags und ein Galakonzert als Abschluss des Festivals.